# Stare Krzywe

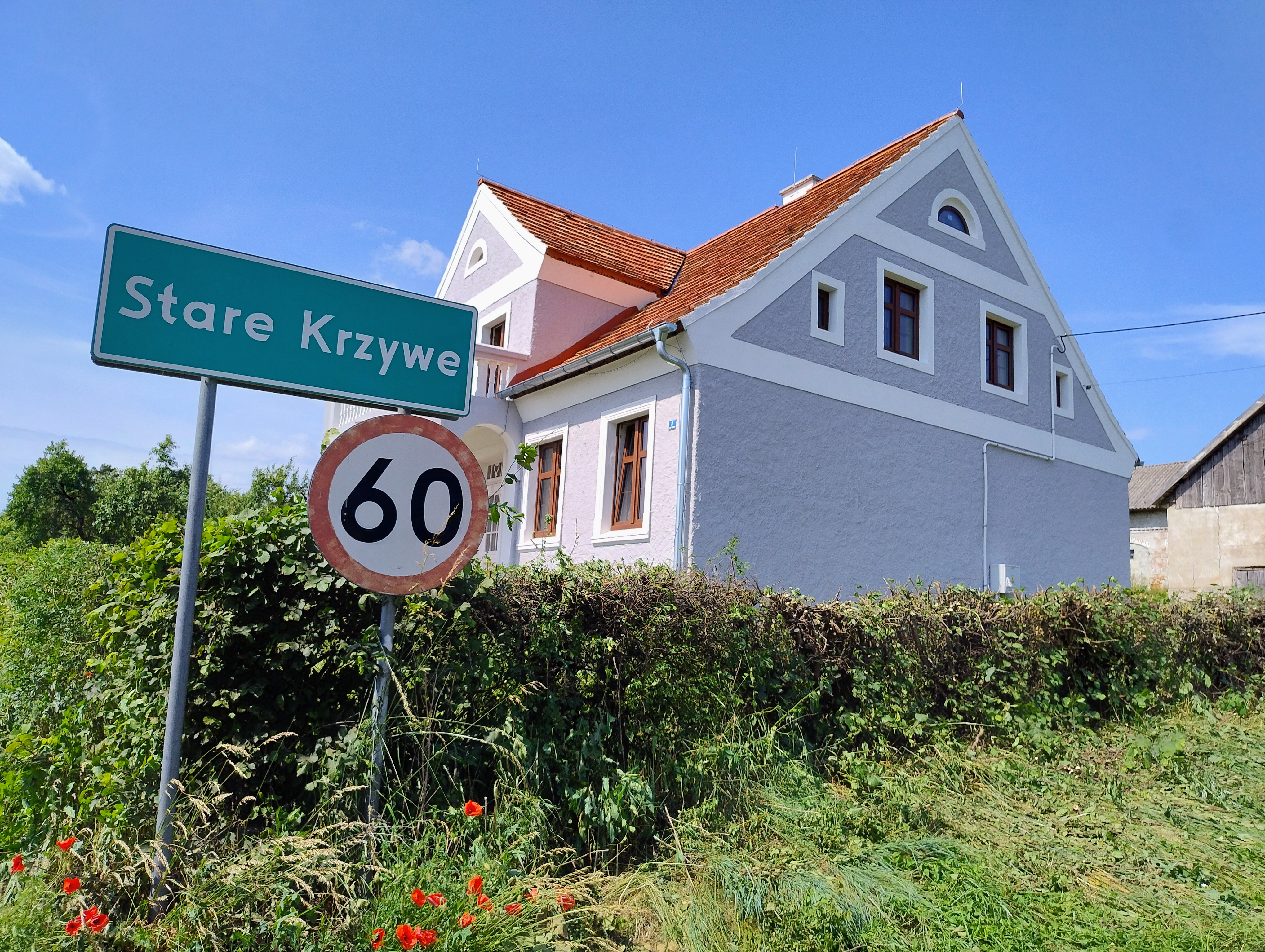
(2025)

Stare Krzywe (deutsch Alt Krzywen, 1936 bis 1945 Alt Kriewen) ist ein Dorf in der polnischen Woiwodschaft Ermland-Masuren und gehört zur Gmina Stare Juchy (Landgemeinde (Alt) Jucha, 1938 bis 1945 Fließdorf) im Powiat Ełcki (Kreis Lyck).

## Geographische Lage
Stare Krzywe liegt in der östlichen Woiwodschaft Ermland-Masuren, 18 Kilometer nordwestlich der Kreisstadt Ełk (deutsch Lyck).

## Geschichte
Das um 1500 Griventzky, bis 1936 Alt Krzywen genannte Dorf wurde im Jahre 1472 gegründet. 1874 wurde es in den Amtsbezirk Orzechowen (polnisch Orzechowo) eingegliedert, der um 1900 in den „Amtsbezirk Neu Jucha“ umgewandelt und 1929 in „Amtsbezirk Jucha“ bzw. 1939 in „Amtsbezirk Fließdorf“ umbenannt wurde. Bis 1945 gehörte das Dorf somit zum Kreis Lyck im Regierungsbezirk Gumbinnen (ab 1905: Regierungsbezirk Allenstein) in der preußischen Provinz Ostpreußen.
246 Einwohner zählte Alt Krzywen im Jahre 1910. 
Aufgrund der Bestimmungen des Versailler Vertrags stimmte die Bevölkerung im Abstimmungsgebiet Allenstein, zu dem Alt Krzywen gehörte, am 11. Juli 1920 über die weitere staatliche Zugehörigkeit zu Ostpreußen (und damit zu Deutschland) oder den Anschluss an Polen ab. In Alt Krzywen stimmten 200 Einwohner für den Verbleib bei Ostpreußen, auf Polen entfielen keine Stimmen.
Am 1. Juli 1936 wurde es in „Alt Kriewen“ umbenannt. Die Einwohnerzahlen beliefen sich 1933 auf 255 und 1939 auf noch 223.
Mit dem gesamten südlichen Ostpreußen wurde Alt Krzywen resp. Alt Kriewen 1945 in Kriegsfolge an Polen überstellt und erhielt die polnische Namensform „Stare Krzywe“. Heute ist es Sitz eines Schulzenamtes (polnisch Sołectwo) und somit eine Ortschaft innerhalb der Landgemeinde Stare Juchy ((Alt) Jucha, 1938 bis 1945 Fließdorf) im Powiat Ełcki (Kreis Lyck), bis 1998 der Woiwodschaft Suwałki, seither der Woiwodschaft Ermland-Masuren zugehörig.

## Kirche
Bis 1945 war Alt Krzywen resp. Alt Kriewen in die evangelische Kirche Jucha (Fließdorf) in der Kirchenprovinz Ostpreußen der Kirche der Altpreußischen Union sowie in die römisch-katholische Kirche Lyck (polnisch Ełk) im Bistum Ermland eingepfarrt. Heute gehört Stare Krzywe katholischerseits zur Pfarrei Zelki (deutsch Neuhoff)  im Bistum Ełk der Römisch-katholischen Kirche in Polen. Die evangelischen Kirchenglieder halten sich zur Kirchengemeinde in der Kreisstadt Ełk, einer Filialgemeinde der Pfarrei Pisz (deutsch Johannisburg) in der Diözese Masuren der Evangelisch-Augsburgischen Kirche in Polen.

## Verkehr
Stare Krzywe liegt an der Nebenstraße 1702N, die Stare Juchy mit Zelki an der Woiwodschaftsstraße 656 verbindet. Eine Bahnanbindung existiert nicht.